# Peugeot XR
Il Peugeot XR è un motore a scoppio prodotto dal 1978 al 1982 dalla Casa automobilistica francese Peugeot.

## Caratteristiche e versioni
Questo motore da 1.5 litri è in pratica una variante a corsa allungata del 1.3 XL. Le caratteristiche generali di questo nuovo propulsore erano quindi:
- architettura a 4 cilindri in linea;
- motore inclinato in avanti di 20°;
- monoblocco e testata in lega di alluminio;
- canne cilindri in umido;
- alesaggio e corsa: 78x77 mm;
- cilindrata: 1472 cm³;
- distribuzione a un albero a camme in testa (schema SOHC);
- valvole in testa;
- testata a due valvole per cilindro;
- alimentazione a carburatore.

Questo motore è stato proposto in due varianti, delle quali sono descritte di seguito le caratteristiche.

### XR5
Questa è la versione di base, aveva le seguenti caratteristiche:
- alimentazione: carburatore Solex 35 PBISA9;
- rapporto di compressione: 9,2:1;
- potenza massima: 74 CV a 6000 giri/min;
- coppia massima: 115,7 Nm a 3000 giri/min.

Tale versione è stata montata sulla Peugeot 305 nelle versioni SR, GR e GLS, sia berlina che break, prodotte tra il 1978 e il 1982.

### XR5S
La seconda versione era più prestante, e grazie all'ausilio di un carburatore Solex 32/35 TACIC, la potenza massima salì a 89 CV a 6000 giri/min, mentre la coppia massima crebbe fino a 125 Nm a 3000 giri/min. Tale versione è stata montata sulle 305 S prodotte dal 1980 al 1982.